# گالینا کوکلوا
گالینا کوکلوا (روسی: Галина Алексеевна Куклева؛ زادهٔ ۲۱ نوامبر ۱۹۷۲) ورزشکار ورزش دوگانه اهل روسیه بود.
وی در مسابقات کشوری و بین‌المللی در مجموع برندهٔ ۴ مدال طلا، ۳ مدال نقره، ۲ مدال برنز شده‌است.